# Eddie Bracken
Edward Vincent „Eddie” Bracken (ur. 7 lutego 1915 w Nowym Jorku, zm. 14 listopada 2002 w Glen Ridge w stanie New Jersey) – amerykański aktor charakterystyczny.
8 lutego 1960 otrzymał dwie własne gwiazdy w Alei Gwiazd w Los Angeles znajdujące się przy 6751 Hollywood Boulevard (telewizja) i 1651 Vine Street (radio).

## Życiorys
Urodził się w Astorii, dzielnicy w zachodniej części dzielnicy Queens w Nowym Jorku jako syn Catherine i Josepha L. Brackenów. Już w wieku 9 lat grał w wodewilu i nocnych klubach. W 1933 zadebiutował na Broadwayu w roli Hanka Parkesa w komedii Lady Refuses. W 1939 zyskał sławę dzięki broadwayowskiemu musicalowi Zbyt wiele dziewczyn (Too Many Girls) w roli Jojo Jordana, którą powtórzył w adaptacji filmowej z 1940 z Lucille Ball. Pojawił się także w czterech krótkometrażowych komediach Nasz gang (Our Gang) i w sześciu odcinkach serialu New York Kiddie Troopers. W 1936 odniósł sukces na Broadwayu, grając główną rolę plebejskiego kadeta w sztuce So Proudly We Hail. 
Za rolę zwolnionego z wojska z powodu kataru siennego Woodrowa Truesmitha w komedii wojennej Witajcie bohatera-zdobywcę (Hail the Conquering Hero, 1944) otrzymał nagrodę National Board of Review. W 1978 był nominowany do Tony Award za rolę Horacego Vandergeldera w musicalu Hello, Dolly!.
Grał w filmach z dwoma aktorami, którzy później zostali prezydentami USA: Ronaldem Reaganem w komedii Dziewczyna z Jones Beach (The Girl from Jones Beach, 1949) jako Chuck Donovan i Donaldem Trumpem w komedii Kevin sam w Nowym Jorku (1992), gdzie został obsadzony w roli właściciela sklepu z zabawkami, sympatycznego pana Duncana.
Bracken prowadził kampanię na rzecz republikanina Thomasa E. Deweya podczas kampanii przed wyborami prezydenckimi w USA w 1944 roku.

## Życie prywatne
25 września 1939 zawarł związek małżeński z Anną Constance Nickerson. Byli małżeństwem przez 63 lata, zanim Connie zmarła 20 sierpnia 2002. Para miała pięcioro dzieci: dwóch synów – Michaela Edwarda (ur. 19 listopada 1945) i Davida Vincenta (ur. 18 listopada 1950) oraz trzy córki – Judy Ann (ur. 3 września 1942), Carolyn Jean (ur. 21 listopada 1944) i Susan Kathleen (ur. 9 sierpnia 1948).
Bracken zmarł 14 listopada 2002 w Glen Ridge w New Jersey w wyniku powikłań po operacji zmiażdżonego dysku szyi w wieku 87 lat.

## Filmografia

### Filmy
- 1942: Star Spangled Rhythm jako Johnny Webster
- 1945: Duffy’s Tavern jako Eddie Bracken
- 1950: Summer Stock jako Orville Wingait
- 1983: W krzywym zwierciadle: Wakacje jako Roy Walley, właściciel parku rozrywki
- 1991: Oskar jako Charlie „Five Spot”
- 1992: Kevin sam w Nowym Jorku jako E.F. Duncan
- 1994: Brzdąc w opałach jako stary żołnierz
- 1997: Dzielny mały Toster ratuje przyjaciół – Sebastian (głos)

### Seriale
- 1963: Rawhide jako Edgar Allan Smithers
- 1964: Prawo Burke’a jako Simeon Quatraine
- 1964: Rawhide jako Morris G. Stevens
- 1965: Prawo Burke’a jako „Evil Eye” Hatton
- 1984: Opowieści z ciemnej strony jako dziadek
- 1985: Napisała: Morderstwo jako Barney Ogden
- 1990: Złotka jako Buzz